# Bab Ftouh

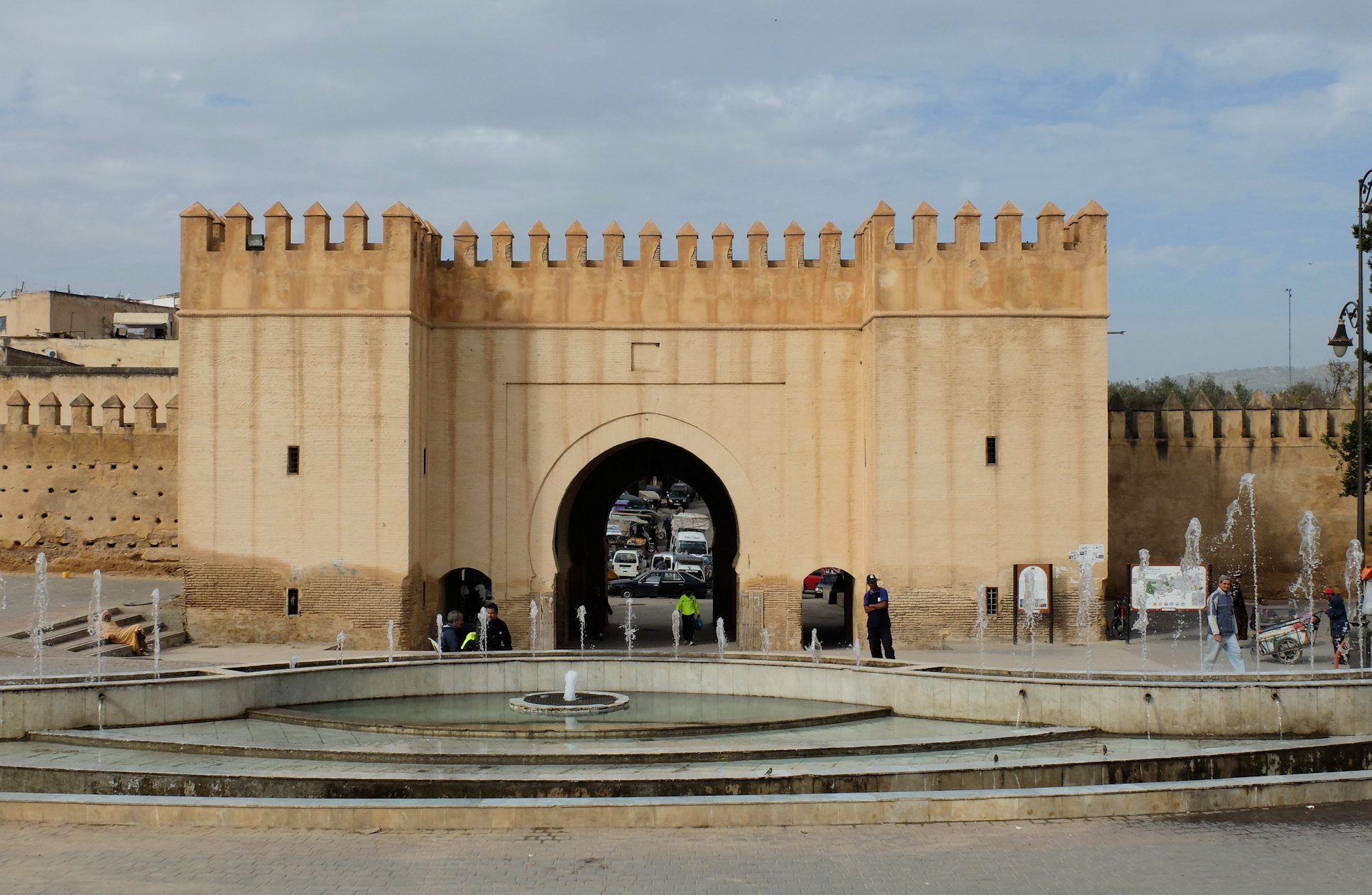
Bab Ftouh

Das Bab Ftouh (arabisch باب الفتوح, DMG Burǧ al-Futūḥ) im Süden der Medina von Fès el-Bali ist ein almohadisches Stadttor aus dem frühen 13. Jahrhundert. Als Teil der Medina von Fès gehört es seit dem Jahr 1981 zum UNESCO-Welterbe.

## Lage
Das imposante, aber schmucklose Bab Ftouh ist in die bereits von den Almoraviden erbaute Stadtmauer integriert. Ehemals gab es in der Nähe zwei weitere Tore (Bab Khoukha und Bab el-Hamra), die jedoch in neuerer Zeit abgerissen wurden. Beim Tor befindet sich eine Busstation für Busse und Taxis nach Sefrou, Taza und anderen Destinationen.

## Geschichte

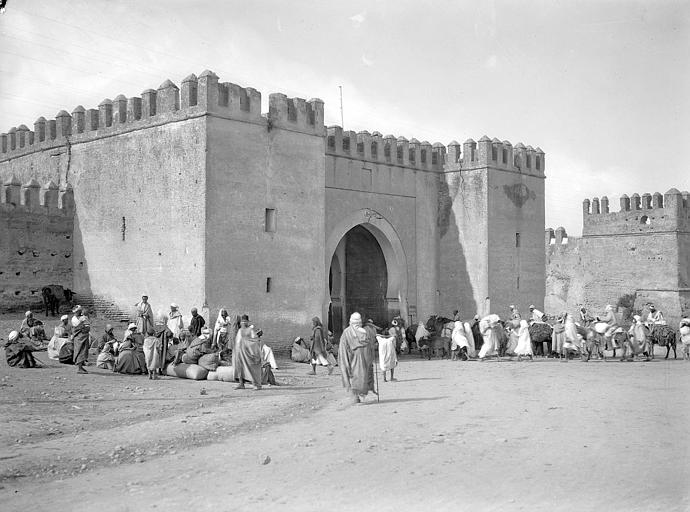
Bab Ftouh (um 1925)

Möglicherweise gab es hier bereits im 10. Jahrhundert ein Tor, welches jedoch in der Zeit der Eroberung der Stadt durch den Almohaden-Herrscher Abd al-Mu'min (1145) zerstört wurde. Sein späterer Nachfolger Muhammad an-Nasir ließ um das Jahr 1212 das heutige Tor erbauen.

## Architektur
Das – abweichend von der aus Stampflehm erbauten Stadtmauer – komplett aus Ziegelsteinen errichtete Tor wird von zwei nach außen vorspringenden seitlichen Bastionen gerahmt. Wahrscheinlich wegen der beiden geradlinig geführten kleinen seitlichen Durchgänge ist auch der etwa 8 m hohe zentrale Durchgang mit seinen Hufeisenbögen gerade und nicht – wie bei vielen islamischen Stadttoren – abgewinkelt (siehe z. B. Bab Chorfa oder Bab Mahrouk). Tor und Stadtmauer sind von gleich gestalteten Zinnen bekrönt.

## Friedhof
Auf dem gegenüberliegenden Hügel befindet sich ein Friedhof (Cimetière Bab Ftouh) mit dem im 18. Jahrhundert erbauten Mausoleum des Sufi-Heiligen Ali ibn Harzihim (= Sidi Harazem).